# Landgoed Rosorum

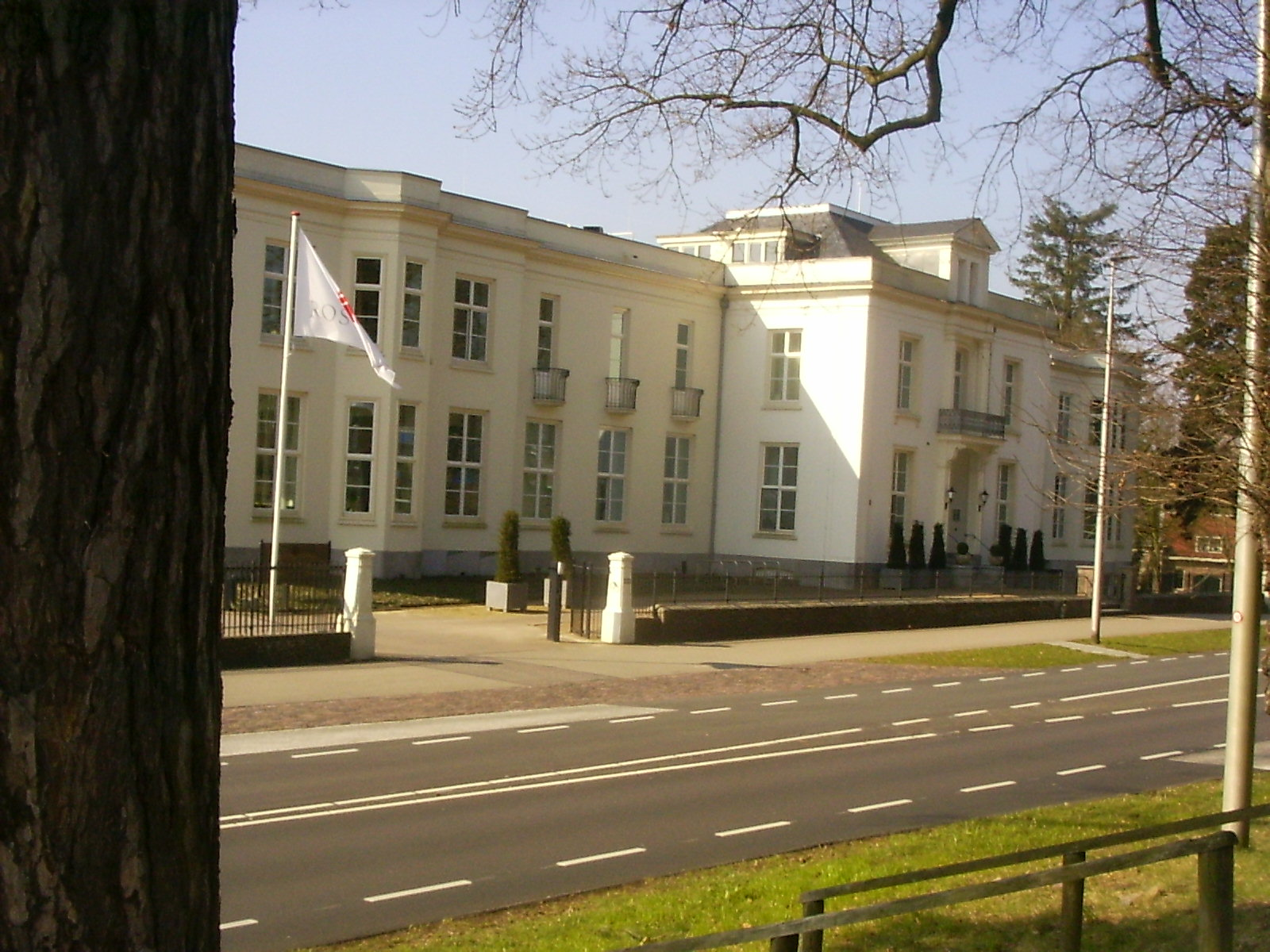
Het landhuis

Landgoed Rosorum is een voormalig landgoed in de gemeente Arnhem in de Nederlandse provincie Gelderland. Het landhuis staat aan de Amsterdamseweg, op een uitloper van de stuwwalmassief aan de noordoever van de Rijn. Vanuit het huis is er zicht op het centrum van Arnhem. Het werd ca. 1850 gebouwd in een eclectische stijl en is opgenomen in het gemeentelijk monumentenregister. Het huis werd na 2003 door Vesteda project bv tot luxe appartementencomplex voor ouderen verbouwd. Op het landgoed staan ook twee dienstwoningen in chaletstijl van later datum, beide zijn particulier bezit.
Het grootste deel van het vroegere landgoed is openbaar park met onder andere een halfpipe voor skaters en het Arnhems Labyrint, een stadstuin met bijzondere planten.

## Geschiedenis

### Herberg
Op de plek van het huidige landhuis stond in de zeventiende eeuw een herberg met de naam Rosorum. Een mogelijke verklaring van deze naam is dat deze, dan wel de gronden waarop hij gebouwd was, behoorden tot de goederen van de Gelderse krijgsheer Maarten van Rossum. Midden negentiende eeuw werd de herberg afgebroken.

### Villa
Op de plek waar de herberg stond werd door de Arnhemse architect Fromberg een nieuw huis gebouwd. Mogelijk deed hij dit in opdracht van de Amsterdamse Hendrikje Martinus, weduwe van Hendrik Jan Verweerd, maar Fromberg trad ook vaak zelf als een soort projectontwikkelaar op. Op dat moment was het nog een vrijgelegen villa in plaats van een echt landgoed.
Tussen 1852 en 1871 (het overlijden van mevr. Martinus) werd rond het huis een tuin aangelegd door de bekende tuinarchitecten J.D. Zocher en zoon. De aanleg was typerend voor een werk waar Zocher sr. en zijn zoon samen aan werkten. De tuin had architectonische elementen zoals een theekoepel, hetgeen past bij het werk van Zocher sr., maar het ontwerp maakte ook gebruik van het landschap eromheen, hetgeen typerend was voor het werk van zijn zoon L.P. Zocher. Het landgoed Rosorum bestond uit de landschappelijk aangelegde tuin en de omringende akkers (die tot aan de deels nog aanwezige haag doorliepen). In de huidige tuin is het fundament van het theekoepeltje nog aanwezig. In 2009 heeft het bureau Poelmans Reesink Landschapsarchitectuur dit in het nieuwe tuinontwerp opgenomen. 
Eind negentiende eeuw (1884 of eerder) kwam Rosorum in handen van de familie Van Wageningen. Dit was een vermogende patriciërsfamilie die veel investeerde in het huis en het omringende terrein. Naar hen is ook de lager gelegen Van Wageningenstraat vernoemd. Mr. Hendrikus Jetse Samuel Maurits was geboren op de Dekemastate in Jelsum en stamde af van met name Friese regentenfamilies. Zijn vermogen kwam onder meer van zijn grootvader, Samuel Crommelin van het patriciërsgeslacht Crommelin. Hendrikus was in 1872 te Ede gehuwd met Jacoba Gerarda Romein, de weduwe van zijn jongere broer Frederik, en zij gingen op enig moment tussen 1872 en 1884 in Arnhem op Rosorum wonen.
Tevens verhuisde de moeder van Jacoba mee. Net als Hendrikus en Jacoba ligt zij begraven in het mausoleum dat de familie liet bouwen op het kerkhof Moscowa.

### Uitbreiding tot landgoed
Door de familie Van Wageningen en dan met name door Jacoba die in 1905 weduwe was geworden, werden landgoed en waarschijnlijk ook het huis flink uitgebreid. In elk geval had het huis aan de rechterzijde rond 1930 een toren dat het oorspronkelijk niet had. Rondom het huis werden gronden aangeworven. Ook was er een koetshuis dat ongeveer op de plek moet hebben gestaan waar de Bakenbergseweg zich afsplitst van de Amsterdamseweg.
Tussen 1905 en 1913 werden de huidige dienstwoningen gebouwd. Huize de Sterrenberg, dat een stukje hoger op de stuwwal ligt, had een recht van uitzicht dat rustte op de gronden rond Rosorum, hetgeen bebouwing rond huize Rosorum belemmerde. Mogelijk daardoor werden naastliggende reeds bestaande opstallen gekocht en gesloopt, om daar de nieuwe dienstwoningen te kunnen bouwen. Aan de rechterzijde, op de hoek met de Weg langs Klim en Dal, werd in 1905 in de toen populaire chaletstijl een tuinmanswoning met een garage gebouwd tegen de reeds bestaande neoclassicistische oranjerie aan. Aan de linkerzijde werd (iets later) het landhuisje Mariaburg gekocht, waar de kunstschilder Corstianus Hendrikus de Swart had gewoond, en waar ook diens dochter, de beeldhouwster Saar was geboren. Op deze plek werd in dezelfde stijl als die van de tuinmanswoning een tweede huis gebouwd. Hierin vestigde zich de uit Neede afkomstige kweker J.C. Damsté. Damsté ontwikkelde zich tot een gerenommeerd rozenkweker. In de bibliotheek van de Universiteit Wageningen worden zijn catalogi met verscheidene soorten rozen bewaard. Waar de tuinman waarschijnlijk alleen de tuin direct rond het huis verzorgde, benutte Damsté het hele terrein, evenals waarschijnlijk de oranjerie. De oranjerie en het direct daarachter gelegen terrein (de huidige volkstuinen aan de Weg langs Klim en Dal) werden ommuurd door een eind negentiende-eeuwse betonschutting, vergelijkbaar met de nog aanwezige schutting van het verderop gelegen landgoed Lichtenbeek. Enkele palen en delen van de schutting zijn nog zichtbaar naast het huis en rond de volkstuinen. Met name in deze ommuurde tuin kweekte Damsté zijn rozen.

### Rusthuis
In 1931 overleed Jacoba Gerarda van Wageningen-Romein. Zij liet haar landgoed inclusief een flink geldbedrag na aan de stichting Pro Senectute, zodat deze stichting er en rusthuis voor protestantse oudere dames van kon maken. Daartoe werden er door architect Gerrit Feenstra grote zijvleugels aangebouwd waarmee het zijn huidige aangezicht kreeg.
Direct na de oorlog werd het tijdelijk gebruikt als noodhospitaal voor het verwoeste Diaconessenhuis, waarbij naar verluidt de zieken met de etenslift werden verplaatst. Het verplegend personeel verbleef in het nabijgelegen landhuis De Sterrenberg. In 1955 werd het weer een rusthuis, tot het in 1982 werd verkocht en vervolgens een aantal malen van eigenaar en bestemming wisselde. Vanaf 1993 was het een asielzoekerscentrum. In 2003 werd het aan Vesteda project bv verkocht die het tot woonzorgappartementencomplex liet verbouwen.

## Oranjerie
De oranjerie is waarschijnlijk de enige oranjerie in Nederland die zich op de eerste etage bevindt. De ligging op de stuwwal zorgt voor deze bijzondere bouwwijze. In een oranjerie worden ter overwintering zware kuipplanten gestald en dan is een plantenruimte op de eerste verdieping niet praktisch. De oranjerie van Rosorum ligt echter half in een heuvel en had beneden een stookruimte. Oorspronkelijk gaf een schuifdeur via de garage van de iets hoger gelegen dienstwoning toegang, zodat toch relatief gemakkelijk planten naar binnen konden worden gebracht.
Zowel de eind negentiende-eeuwse bouwtechniek alsook de rijke uitvoering met onder andere een brede sierlijst bij het dak en een basement gestukt in blokverband doen vermoeden dat ook de oranjerie gebouwd is in de periode dat het landgoed eigendom was van de familie Van Wageningen. Bekend is dat mevrouw Van Wageningen kuipplanten op het landgoed had.
De oranjerie had aan zowel de zuid- als de oostzijde grote ramen, waarvan de zuidzijde bij een restauratie in 2010 weer in hoofdlijnen teruggebracht is. Oorspronkelijk konden deze met houten rolluiken afgeschermd worden. Binnen is de onderste anderhalve meter van het stucwerk in cement uitgevoerd, dat waterdicht is. De rest van de ruimte is witgepleisterd om licht te weerkaatsen. In de vloer zijn nog de steunen zichtbaar waarop waarschijnlijk de verwarmingsradiatoren geplaatst waren. Delen van de buizen zijn ook terug te vinden.
De oorspronkelijk ommuurde tuin bij de oranjerie wordt begin 21e eeuw gebruikt door volkstuinvereniging Heijenoord.

## Dienstwoningen
De dienstwoningen kenden hun eigen roerige geschiedenis. In het pand van de kweker Damsté was vanaf de jaren tachtig geruime tijd het bordeel ‘Club Exclusief’ actief, dat in 1998 gekocht werd door de bekende crimineel/misdaadverslaggever Martin Kok, die in 2016 werd geliquideerd. Begin 21e eeuw is het een particulier woonhuis.
In de andere dienstwoning woonde tuinman Jan Cornelissen die vrijwel zijn gehele leven voor mevrouw Van Wageningen had gewerkt. Na het overlijden van mevr. Van Wageningen vertrok voor zijn oude dag naar Oosterbeek en de tuinmanswoning werd eind jaren ‘30 door Pro Senectute verhuurd aan dhr. J.H. van der Meulen, directeur van de Arnhemsche Chemisch-Technische Industrie. Hij bouwde een schuur op het landgoed, waar hij experimenteerde met verfsoorten. Van der Meulen deed onder meer onderzoek naar manieren om leer te lakken (patent) en adviseerde de AKU, voorloper van AKZO verfdivisie.
Na zijn overlijden verhuisde zijn vrouw en het tuinmanshuis met de oranjerie kwam in handen van de Gemeente Arnhem. Tussen 1962 en 1964 stond het leeg tot het werd gekraakt door kunstenaars van de groep rond De Kameleon, onder wie Jacques Magendans, die naarstig op zoek waren naar atelierruimte. Het gebruik als atelier werd gelegaliseerd en bijna een halve eeuw vormde het de uitvalsbasis van verschillende Arnhemse kunstenaars. In 2009 verkocht de gemeente het inmiddels vervallen pand aan een particulier.